# Lorenzo Soler (político)
Lorenzo Soler (1896-1977) fue un médico y político argentino, de la provincia de Mendoza, que se destacó por haber sido el autor del proyecto que originó en 1947 la Ley 13.010 de sufragio femenino, que reconoció el derecho al sufragio femenino y estableció el sufragio universal en Argentina. Sus primeros pasos en política los dio en la Unión Cívica Radical Lencinista y a fines de los años ´30 migró junto a otros dirigentes a la Unión Cívica Radical denominada "Comité Provincia". En las elecciones presidenciales de 1946 fue elegido como senador nacional de la provincia de Mendoza, por la Unión Cívica Radical Junta Renovadora, partido integrante de la coalición peronista.

## Ley de sufragio femenino
Lorenzo Soler fue el autor original del proyecto que dio origen a la Ley n.º 13.010 sancionada en 1947, que estableció simultáneamente en Argentina el sufragio femenino y el sufragio universal.
El proyecto fue intensamente discutido en la Comisión de Negocios Constitucionales. El texto de Soler reconocía una igualdad completa de derechos y obligaciones para mujeres y varones en todos los campos de la vida, política, cultural, educativa y social. Soler sostenía que las cuestiones entre hombres y mujeres debían entenderse a partir del concepto de "diferencia" -adelantándose dos décadas al feminismo de la diferencia-, que no era incompatible con el reclamo de igualdad entre personas de diferentes sexos. En el debate de comisión, recurrió a sus conocimientos como médico para rechazar los argumentos biologicistas de la época que presentaban a las mujeres como más débiles e incluso inferiores que los hombres en algunos aspectos. Sostuvo que las desigualdades entre hombres y mujeres, como las salariales, tenían causas sociales que debían ser removidas. Y afirmaba que la situación en que se encontraban las mujeres se acercaba a la esclavitud. Otros senadores participaron del debate apoyando la postura de Soler, como Alberto Durand, que dio ejemplos que evidenciaban la igualdad sustancial entre ambos sexos y desmintió con datos precisos las afirmaciones “menos científicas” sostenidas en el debate, y Felipe Gómez del Junco, que refutó declaraciones supuestamente basadas en la biología, que intentaban presentar a las mujeres como personas con capacidad intelectual disminuida, asimiladas a los menores de edad.
La postura más opuesta a la de Soler fue expuesta por Armando Antille, senador por Santa Fe y paradójicamente miembro del mismo partido. Antille rechazó frontalmente la idea de que hombres y mujeres pudieran ser considerados iguales, y sostuvo que la naturaleza había asignado a las mujeres el rol de procrear y cuidar a la prole, razón por la cual debían permanecer preferentemente en el hogar y mantenerse apartadas de la vida "social general":

Yo no creo en absoluto que la mujer sea igual al hombre. (...) La mujer, por esa función que la naturaleza le ha dado, no ha venido a participar como el hombre en una vida de carácter social general. Tiene una situación específica en el mundo y en el hogar. La mujer procrea, cuida su prole, vive entregada al hogar; por eso todas las madres antiguas, y entre ellas las madres españolas, no salían nunca del hogar, porque su función vital era cuidar el hogar y los hijos.
Armando Antille

Antille aceptaba con reticencias que las mujeres tuvieran el derecho a votar, pero rechazaba que el derecho se extendiera a ser votadas como candidatas. Argumentó que la Constitución prohibía que las mujeres ocuparan la Presidencia, debido a que exigía que el cargo fuera desempeñado por un "ciudadano", palabra de género masculino que según él excluía a las mujeres.
Una posición intermedia fue sostenida desde el pensamiento católico por el constitucionalista Pablo Ramella. Ramella apoyó el derecho femenino a ser candidatas y refutó a Antille explicando detalladamente por qué la Constitución no prohibía que las mujeres fueran candidatas a la Presidencia y Vicepresidencia de la Nación, aunque sostuvo también que se trataba de una posibilidad "muy remota". Ramella presentó una visión complementaria entre las personas de diferentes sexos, considerando que la maternidad era la función primordial de las mujeres, pero sostuvo que los derechos políticos por parte de las mujeres no podían afectar esa complementariedad ni el ejercicio de la maternidad.
Finalmente, la Comisión de Negocios Constitucionales redactó un texto que mantenía el proyecto de Soler en lo referente a los derechos políticos de las mujeres, reconociendo la igualdad con los hombres. El texto así redactado fue aprobado en el Senado el 21 de agosto de 1946 y en la Cámara de Diputados el 9n de septiembre de 1947, siendo la ley promulgada el 29 de septiembre de 1947 con el número 13.010.
La Ley de sufragio femenino provocó también la sanción de una ley para crear el Registro Nacional de la Personas y el primer documento de identidad de las mujeres, llamado "Libreta Cívica".
La primera elección en la que se aplicó la Ley de sufragio femenino fueron las elecciones presidenciales y legislativas de 1951. Poco antes, la Confederación General del Trabajo, aplicando la ley de Soler, propuso la candidatura a vicepresidente de Eva Perón, que finalmente ella no aceptara, ya severamente afectada por un cáncer que pondría fin a su vida al año siguiente.
Luego del derrocamiento del gobierno peronista en 1955, Soler permaneció en el país y formó parte de la Resistencia Peronista contra la dictadura, siendo elegido como miembro titular del Comando Táctico Peronista en 1957.